# 지토세 기지

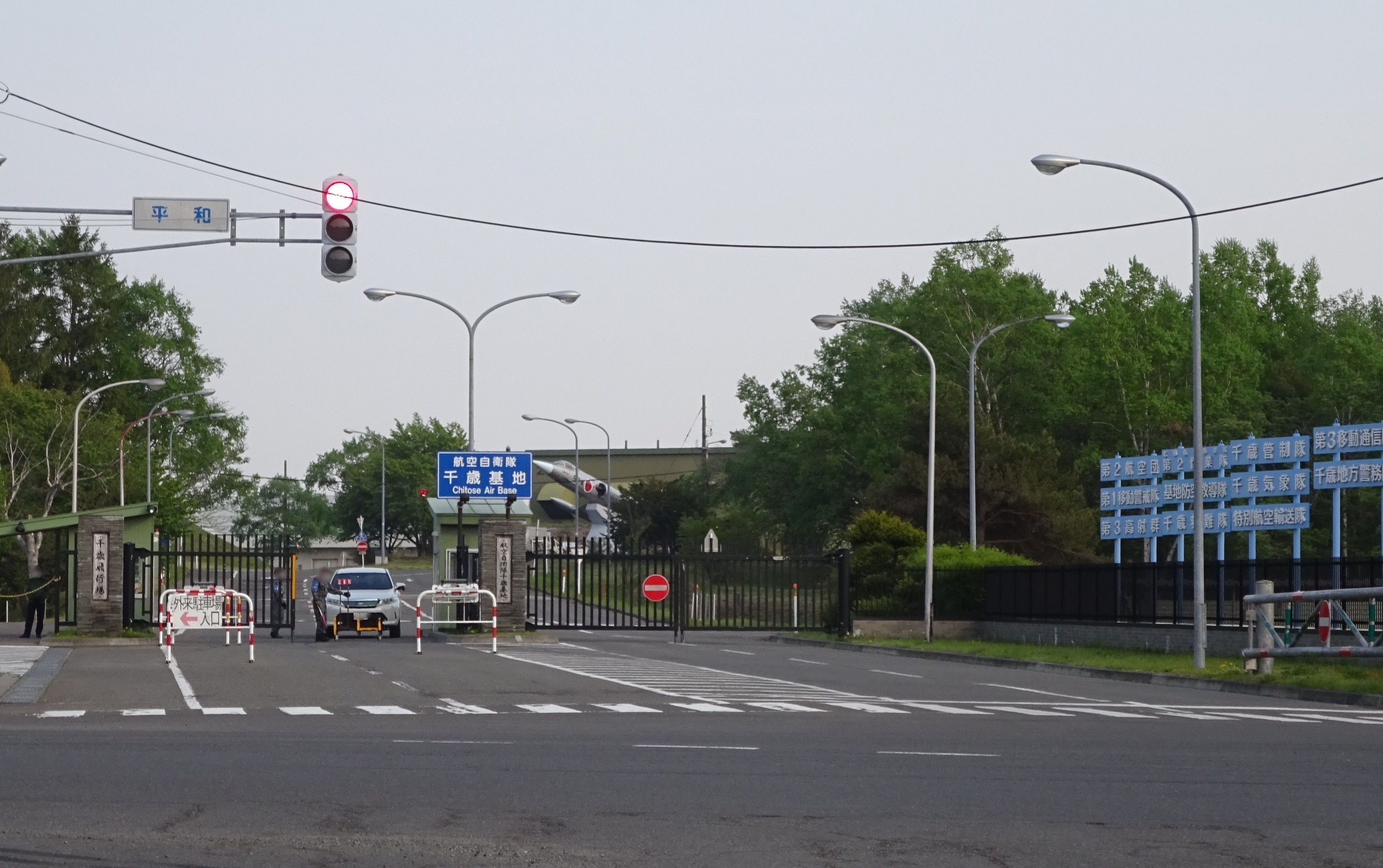
지토세 기지

지토세 기지(千歳基地)는 일본 홋카이도 지토세시에 있는 항공자위대 기지다. 일본의 북단을 담당하는 제2항공단이 있다. 항공관제는 인접한 신치토세 공항의 민간기도 포함해 항공자위대가 일원적으로 하고 있다.